# Full-Reuenthal
Full-Reuenthal (gsw. Full-Röilete) – gmina (niem. Einwohnergemeinde) w Szwajcarii, w kantonie Argowia, w okręgu Zurzach. Liczy 883 mieszkańców (31 grudnia 2020). Leży nad Renem. Najbardziej na północ wysunięta gmina kantonu.

## Transport
Przez gminę przebiega droga główna nr 7.